# Jimmal Ball
Jimmal Christian Ball (Canton, 21 gennaio 1978) è un ex cestista statunitense con cittadinanza francese, professionista in Europa.

## Palmarès
- Campione del Kosovo (2004)
- ProB (2007)
- ProB Player of the Year (2007)
- ProB Guard of the Year (2007)